# Землетрясение в северном Иране (2010)
Землетрясение магнитудой 5,8, также известное как «Дамганское» или «Землетрясение в Кух-Зар», произошло 27 августа 2010 года в 19:23:49 (UTC) в северном Иране, в 76,2 км к югу от города Дамган. Гипоцентр землетрясения располагался на глубине 7,0 километров. Интенсивность землетрясения достигла VII по шкале Меркалли.
Подземные толчки ощущались в населённых пунктах Ирана: Имамшехр, Дура-Эвропос, Ардебиль, Ашрафабад, Дамган, Исламшехр, Гарчак, Саривде, Шахрияр.
В результате землетрясения около 700 домов было разрушено в регионе Дамган—Торуд. Более 12 небольших деревень в малонаселённом районе недалеко от горного хребта Эльбурс были повреждены или разрушены. Четыре человека погибли, по разным сведениям от 40 до нескольких сотен человек получили ранения, около 2000 человек остались без крыши над головой. Смертельные случаи и травмы в результате этого умеренного землетрясения в основном были связаны с низкими стандартами строительства, типичными для этого района. Иранская сейсмическая служба The Iran Strong Motion Network предоставила данные, по которым сейсмологи определили тип и степень взаимодействия горных пород, а также пиковое ускорение грунта. Экономический ущерб составил 12,5 млн долларов США.
В остане Семнан ранее происходили другие крупные и разрушительные землетрясения, в том числе Землетрясение в Дамгане и Землетрясение в Торуде (1953).

## Тектонические условия региона
Не менее четырех основных тектонических плит (Аравия, Евразия, Индия и Африка) и один меньший тектонический блок (Анатолия) ответственны за сейсмичность и тектонику на Ближнем Востоке и в окружающем регионе. Геологическое развитие региона является следствием ряда тектонических процессов первого порядка, которые включают субдукцию, крупномасштабную трансформацию, сжатие массивов горных пород и расширение земной коры.
На востоке в тектонике преобладает столкновение Индийской плиты с Евразией, приводящее к подъему Гималаев, Каракорума, Памира и Гиндукуша. Под Памиро-Гиндукушскими горами на севере Афганистана землетрясения происходят на глубине до 200 км в результате остаточной литосферной субдукции. Вдоль западного края Индийской плиты происходит движение между Индийской и Евразийской плитами, в результате которого возникает пояс Сулеймановых гор, и главный разлом Чаман в Афганистане.
У южного побережья Пакистана и Ирана впадина Макран является поверхностным выражением активной субдукции Аравийской плиты под Евразийскую. К северо-западу от этой зоны субдукции столкновение между двумя плитами образует складчатые пояса гор Загрос длиной около 1500 км, которые пересекают весь западный Иран и распространяются в северо-восточном Ираке.
В тектонике в восточном средиземноморском регионе преобладают сложные взаимодействия между плитами Африки, Аравии и Евразии и блоком Анатолии. Доминирующими структурами в этом регионе являются: Рифт Красного моря, центр расширения океанского дна между африканскими и аравийскими плитами; Разлом Мёртвого моря, крупный разлом, также участвующий в относительном движении Африки и Саудовской Аравии; Разлом Северной Анатолии, правосторонний сдвиговый разлом в северной Турции, обеспечивающий большую часть поступательного движения анатолийского блока на запад относительно Евразии и Африки; Кипрская дуга — сходящаяся граница между Африканской платформой на юге и Анатолийским блоком на севере.
В тектонике Ирана преобладает коллизия Аравийской и Евразийской плит. Скорость конвергенции была оценена в два сантиметра в год в течение последних 10 миллионов лет. В северном Иране около гор Эльбурс имеются многочисленные сдвиго-сбросовые и левосторонние сбросо-сдвиговыми разломы, расположенные к югу от Каспийского моря. Разлом в Астане был вероятным источником землетрясения в Дамгане в 856 году, ставшим самым смертоносным землетрясением в истории Ирана, в результате которого погибло более 200 000 человек.

## Землетрясение
Землетрясение в Торуде в 1953 году также произошло вблизи горного хребта Эльбурс. В результате этого землетрясения погибло более 900 человек. Как и это землетрясение, Дамганское землетрясение 2010 года произошло в сельской местности, в результате чего несколько деревень подверглось удару стихии. Землетрясение произошло в 11:53 по местному времени в северо-центральной малонаселённой пустынной области Ирана, в разломе с падением в 78 ° к северо-западу. Движение горных пород, которое было почти чистым левосторонним сдвигом произошло в разломе, ориентированном с северо-востока на юго-запад. Интенсивность по шкале Меркалли VII (очень сильная) наблюдалась в Кух-Заре и близлежащих деревнях: Тучахи, Келу и Шими. В Хосейнане, Моаллемане, Сатве и Торуде интенсивность была VI (сильная). Вблизи деревень Тучахи и Келу были обнаружены трещины на поверхности земли, но значительных поверхностных повреждений не произошло.

### Разрушения
В пострадавшем районе низкая плотность населения и множество домов, построенных из местного глиняного материала неквалифицированными рабочими. Неармированные каменные или кирпичные дома иногда представляют собой перегруженные одноэтажные конструкции с плоскими деревянными крышами со стальными балками. Большинство домов такого типа частично обрушились, в том числе в обрушились крыши таких домов. Пятьдесят домов были разрушены полностью, 300 были повреждены, в том числе с обвалом крыши, в результате чего погибли две женщины. В целом, семь деревень получили повреждения, а двенадцать были разрушены. Четыре человека погибли, 40 получили ранения, а 800 остались без крова, но ни одна крупная инфраструктура (плотины, мосты или электростанции) не пострадала.

### Сотрясение грунта
Первая изосейсмическая карта, созданная в Иране, была предназначена для более раннего землетрясения 1953 года в Торуде. Для определения связи между макросейсмическими эффектами и инструментальными измерениями для землетрясения 2010 года, сейсмологи Шахвар и Заре провели полевое исследование и интервью. Была создана изосейсмическая карта с использованием данных, согласованных с картой сейсмической активности Тегеранского Международного института землетрясений и инженерной сейсмологии. Ближайшая сейсмологическая станция находилась примерно в 7 км к востоку от эпицентра землетрясения и показала горизонтальное ускорение 0,55g. Максимальное ускорение грунта и пиковая скорость грунта, полученные по данным иранской сейсмологической сети, считались большими для землетрясения умеренной магнитуды.